# Fulgorariinae
Fulgorariinae is een onderfamilie van weekdieren uit de klasse van de Gastropoda (slakken).

## Geslachten
- Fulgoraria Schumacher, 1817
- Saotomea Habe, 1943
- Tenebrincola Harasewych & Kantor, 1991
- Wangaluta Stilwell, 2016 †